# Марина Ріхванова
Марина Ріхванова — російський еколог і лідерка організації «Байкальська екологічна хвиля» (БЭВ), яка захищає озеро Байкал в Сибіру від екологічної шкоди. Озеро Байкал, найбільше у світі резервуар прісної води, зараз знаходиться під загрозою промислового забруднення. У 2008 році Ріхванова була удостоєна екологічної премії Голдмана.

## Історія
Занепокоєння Ріхванової про озеро Байкал походить від часів її навчання у коледжі, коли вона написала статтю про загрозу довкіллю через целюлозно-паперовий комбінат у Байкальську, який скидав забруднювачі в озеро з 1960-х років. Комбінат скинув в озеро тисячі тонн забруднюючих речовин, у тому числі діоксину, який з'явився в байкальській рибі та жирі байкальських тюленів. Коли у 1990 році Ріхванова  стала співзасновницею неурядової організації «Байкальська екологічна хвиля», вона націлилася на комбінат. Ріхванова організувала спрямовані на припинення забруднення Байкалу комбінатами демонстрації, петиції та мітинги. Під тиском року російська влада наказала Байкальському заводу перейти на закриту систему очищення води, яка виключала будь-який скид стічних вод в озеро.
У 1999 р. як головний редактор журналу «Волна» отримала Диплом 1 ступеня на Всеросійському конкурсі журналістів «Екологія та журналістика» у номінації «Найкращий «зелений» журнал Росії».
У 2002 р. брала участь у Міжнародному Саміті зі сталого розвитку в Йоганнесбурзі (ПАР).
У 2006 році Путін вирішив змінити маршрут нафтопроводу, який був би побудований в півмилі від Байкалу, поблизу лінії розлому. Це сталося після тисячних акцій протесту росіян на вулицях Іркутська.
У 2006 р. була удостоєна премії журналу Conde Nast Traveller (США), у 2008 р. – Голдманівської премії як представник Азії – за внесок у збереження озера Байкал. У 2006 році М.Ріхванова включена до загальноросійської енциклопедії «Кращі люди Росії», удостоєна звання «Зелена людина року» та медалі «За охорону природи Росії». У 2012 році отримала «Знак громадського визнання» від губернатора Іркутської області.
Ріхванова заплатила ціну за свою адвокатську діяльність. Російська поліція здійснила обшуки в її офісах і вилучила комп’ютери її організації. У 2008 році група російської агресивної молоді напала на наметове містечко, організоване Ріхвановою на знак протесту проти запропонованого центру збагачення урану в Ангарську, приблизно в 50 милях на захід від Байкалу.
У 2008-2014 рр. вона розробляє проєкти, спрямовані на сталий розвиток Байкалську, Великого та малого Голоусного. Починаючи з 2012 року, Марина організаторка щорічної Байкальської експедиції.
Зараз марина продовжуэ боротьбу за чистоту Байкала, проводить еко-консультування бізнесу щодо впровадження екологічних принципів та підвищення економічної та екологічної ефективності, наприклад, скорочення витрат на поводження з відходами..

## Зовнішні посилання
- Порятунок Священного моря: російська АЕС загрожує древньому озеру [Архівовано 24 лютого 2021 у Wayback Machine.]
- Сторінка у Facebook